# Serrone delle Cime
Il Serrone delle Cime è una collina dell'isola d'Elba.

## Descrizione
Situata nella parte centrale dell'isola, raggiunge un'altezza di 256 metri sul livello del mare.
Il toponimo deriva dal latino serra («cresta montana»). Dall'area, uno dei principali siti archeologici preistorici dell'isola, provengono 28 strumenti litici risalenti al Paleolitico.
In alcuni documenti e cartografie dei primi anni del XIX secolo, il toponimo risulta corrotto nella forma Le Scimmie.